# Ferdinand Hiller
 (juillet 2025).
Pour les articles homonymes, voir Hiller.
Ferdinand Hiller est un compositeur, chef d'orchestre et professeur de musique allemand, né à Francfort-sur-le-Main le 24 octobre 1811 et mort à Cologne le 11 mai 1885.

## Biographie

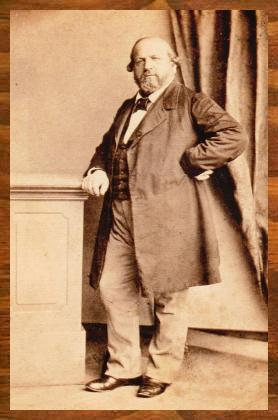
Ferdinand Hiller

Ferdinand Hiller est né à Francfort-sur-le-Main où son père Justus (originellement Isaac Hildesheim) était un marchand de textiles juif installé en Angleterre – affaire qui a été reprise par Joseph, le frère Ferdinand. Le talent d'Hiller a été découvert très tôt et il a appris le piano auprès d'Aloys Schmitt, musicien vivant à Francfort, le violon auprès d'Hofmann, et l'harmonie et le contrepoint avec Vollweiler. Son père l'envoya, alors qu'il était âgé de treize ans, à Weimar auprès de Hummel, impressionné par le talent qu'il manifestait d'ores et déjà dans le domaine musical. Il s'y consacra à la composition, réalisant par exemple un entracte  pour Marie Stuart, qui lui permit de faire la connaissance de Goethe. Grâce à Hummel, Hiller fit d'importants progrès comme pianiste, et lorsqu'il eut atteint sa quinzième année, en 1827, ils firent ensemble un voyage à Vienne, où ils visitèrent un Beethoven mourant.
En 1829, il se rendit à Paris, où il séjourna jusqu'en 1836 et où il rencontra Chopin et fut également, pendant toutes ces années, très proche de Berlioz, qu'il admirait beaucoup. Le décès de son père en 1836 lui rendit un retour à Francfort nécessaire, mais il conduisit le 8 janvier 1839 son opéra La Romilda à Milan et entama la composition de son oratorio La Destruction de Jérusalem, que l'on considère aujourd'hui comme l'une de ses meilleures œuvres. Il se rendit ensuite chez son ami Mendelssohn à Leipzig, où il dirigea une série de concerts avec le Gewandhaus de Leipzig et donna son oratorio en 1840.
Après un autre voyage en Italie qu'il fit en 1841 dans l'intention d'étudier la musique sacrée, il dirigea deux autres opéras, Le Rêve de la nuit de Noël et Conradin à Dresde. Il dirige les concerts du Gewandhaus de Leipzig lors de la saison 1843-44. C'est en chef d'orchestre qu'il gagna en 1847 la ville de Düsseldorf et Cologne en 1850 où il fonda le Conservatorium der Musik in Coeln dont il assurera la direction jusqu'à sa mort. Il fit autorité à Cologne comme chef de l'orchestre de Gürzenich et du conservatoire. Il est engagé pour diriger l'Opéra Italien de Paris de 1851 à 1852 et à Saint-Pétersbourg pour des concerts donnés en 1870. Il séjourne plusieurs fois à Londres entre 1852 et 1872. Se retirant en 1884, il meurt l'année suivante. Il est enterré au Melaten-Friedhof de Cologne.

## Œuvres

### Opéras
- La Romilda, (Milan, 1839)
- Der Traum in der Christmacht (Dresde, 1845)
- Konradin, (Dresde, 13 octobre 1847)
- Der Advocat, (Cologne, 1854)
- Die Katakomben, (Wiesbaden, 15 février 1862)
- Der Deserteur, (Cologne, 17 février 1865)

### Oratorios et musique chorale
- Die Zerstörung Jerusalems (La Destruction de Jérusalem), oratorio (Leipzig, 2 avril 1840)
- Lorelei,cantate
- Nalund Damajanti
- Israels Siegesgesang
- Prometeus
- Rebecca
- Prinz Papagei

### Musique orchestrale
- 3 Symphonies
- 3 Ouvertures
- 3 Concertos pour piano

### Musique de chambre
- 5 Quatuors à cordes
- 5 Quatuors avec piano
- 5 Trios avec piano

### Autres musiques
- plus de cent mélodies
- pièces pour le piano

## Élèves
- Caspar Joseph Brambach (1833–1902)
- Max Bruch (1838–1920)
- Julius Buths (1851–1920)
- Hugo Grüters (de) (1851–1928)
- Friedrich Gernsheim (1839–1916)
- Gisbert Enzian (de) (1847–1919)
- Engelbert Humperdinck (1854–1921)
- Carl Venth (de) (1860–1938)

## Discographie
- Concertos pour piano & orchestre N°.1 en La bémol majeur, op. 5 ; N°.2 en Fa dièse mineur, op. 69 & N°.3 en La bémol majeur op. 170 : Howard Shelley (piano & direction d'orchestre) & Tasmanian Symphony Orchestra, 1 CD Hyperion 2008 (Collection Le Concerto romantique pour piano, Vol. 45).
- Pièce de concert, op. 27 (+ Clara Schumann ; Henri Herz & Friedrich Kalkbrenner) : Howard Shelley (piano & direction d'orchestre) & Tasmanian Symphony Orchestra, 1 CD Hyperion 2019 (Collection Le Concerto romantique pour piano, Vol. 78).